# Batalha de Sepeia
Na Batalha de Sepeia (em grego clássico: Σήπεια; c. 494 a.C.), as forças espartanas de Cleômenes I derrotaram os argivos, estabelecendo totalmente o domínio espartano no Peloponeso. A Batalha de Sepeia é famosa por ter o maior número de baixas em uma batalha durante o período grego clássico.
A coisa mais próxima de uma fonte contemporânea para a descrição da batalha é, como para muitos eventos neste período de tempo, as Histórias de Heródoto (escritas aproximadamente cinquenta anos depois, c. 440 a.C.). Heródoto fornece contexto da paisagem política, militar e econômica do Peloponeso antes, durante e depois da Batalha de Sepeia. Durante o século V, Esparta foi uma das maiores potências militares do Peloponeso. Isso é evidente através da vitória dos espartanos sobre Argos na Batalha dos 300 Campeões (546 a.C.) para obter o controle do território altamente disputado de Thyrea. No entanto, os argivos buscaram vingança contra Esparta, recuperando o controle de Thyrea aproximadamente cinquenta anos após a Batalha dos 300 Campeões. Por fim, isso reacendeu as tensões entre os espartanos e os argivos, levando as duas forças a se envolverem no que hoje é conhecido como a Batalha de Sepeia.
As forças espartanas eram lideradas pelo rei Ágida Cleômenes I. Cleômenes desejava agir contra Argos. O rei costumava usar a religião como uma ferramenta política de manipulação para obter o apoio do povo espartano. Assim, Cleômenes enviou quatro Púthιoι ao Oráculo de Delfos para consultar a pitonisa, buscando o apoio do oráculo e garantia religiosa. Cleômenes proclamou que o Oráculo de Delfos previu o triunfo de Esparta sobre as forças argivas em uma batalha futura. Assim, Cleômenes obteve a aprovação religiosa necessária para alistar o apoio do povo espartano na guerra contra Argos.
As forças argivas também buscaram o conselho do Oráculo de Delfos. No entanto, o Oráculo predisse aos argivos sua derrota iminente em uma batalha futura. Assim, os argivos foram cautelosos com seus inimigos espartanos e relutantes em entrar em batalha se não fossem forçados a fazê-lo.
Por fim, quando a Batalha de Sepeia começou, as previsões preditas pelo Oráculo de Delfos ditaram os estratagemas empregados pelos espartanos e pelos argivos, respectivamente. Os argivos, cautelosos com a vitória prevista dos espartanos, decidiram ouvir os comandos do Arauto Espartano para suas tropas e copiar o que o Arauto disse. Isso permitiu que os argivos fizessem suas pausas para refeição ao mesmo tempo que os espartanos, garantindo que os espartanos não atacassem os argivos quando não estivessem preparados para a batalha. Quando Cleômenes percebeu que os argivos estavam prestando muita atenção às ordens do Arauto, ele instruiu suas forças a ignorar a próxima chamada da hora das refeições e atacar esta chamada. Quando o Arauto pediu uma pausa para as refeições, os espartanos atacaram uma força argiva desavisada. Muitos argivos foram massacrados, com os hoplitas sobreviventes buscando refúgio em um bosque próximo chamado "O Bosque Sagrado de Apolo".
Cleômenes, não querendo deixar nenhum sobrevivente argivo, planejou uma estratégia para enganar os hoplitas para que deixassem a proteção religiosa e física do bosque. Cleômenes enganou os homens argivos fazendo-os acreditar que um resgate havia sido concedido e pago - permitindo sua libertação. No entanto, quando um argivo tentou sair, ele foi executado. Quando os argivos perceberam o que estava acontecendo, pararam de responder aos pedidos de resgate. Conseqüentemente, Cleômenes incendiou o bosque, forçando os hoplitas restantes a saírem da proteção do bosque sagrado. A Batalha de Sepeia resultou em aproximadamente 6.000 mortes, representando cerca de cinquenta por cento da população argiva.
O significado desta batalha é ilustrado através da revolução do sistema político argivo. O doûloι experimentou um status social elevado, devido à perda de homens nobres argivos. Além disso, Heródoto associa a derrota de Argos a uma vitória de glória para as mulheres da cidade. Isso é representado pelas ações de uma mulher chamada Telesilla, que organizou a defesa da cidade durante o rescaldo da batalha.

## Prelúdio

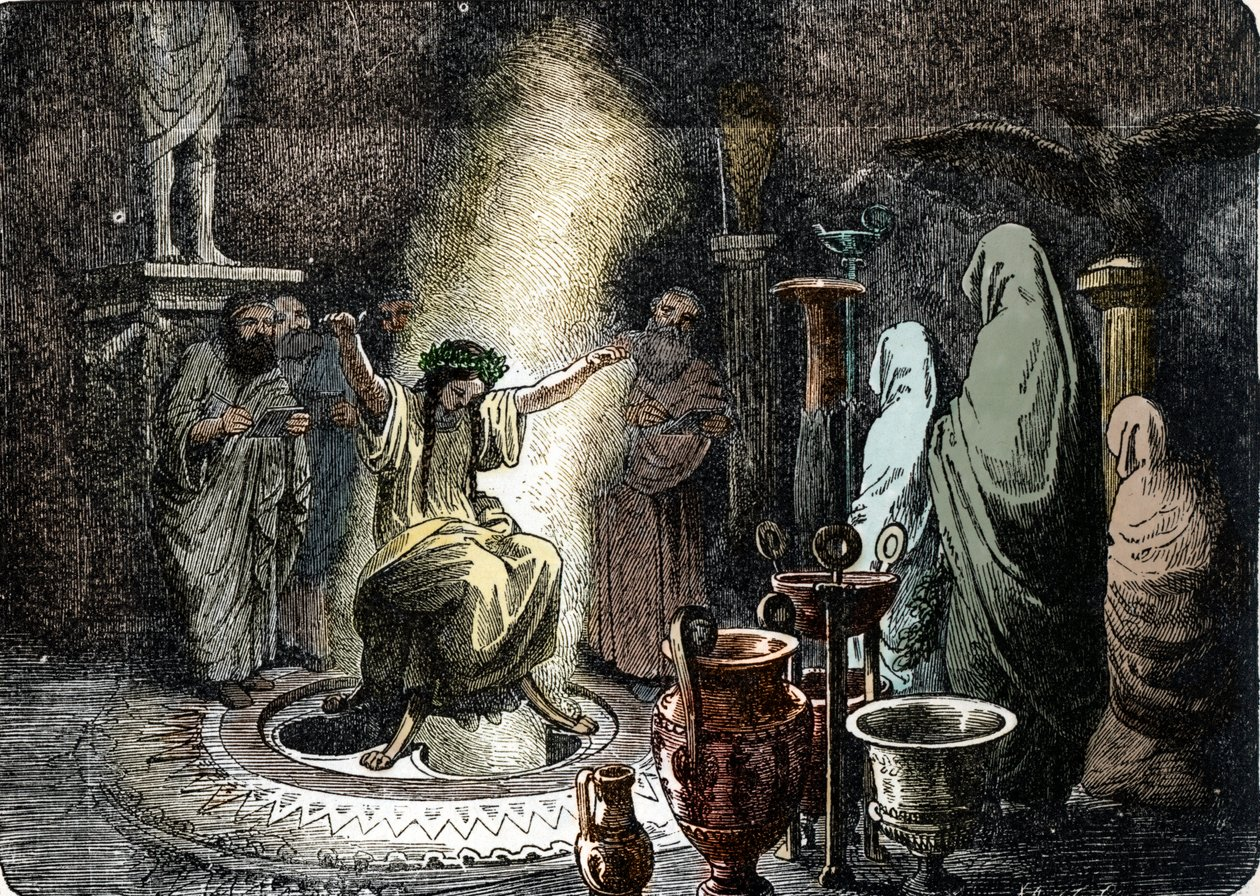
"O Oráculo de Delfos em transe", de Heinrich Leutemann.

A planície fértil de Thyrea era um território há muito disputado que ficava entre as duas cidades-estado de Esparta e Argos. Após a Batalha dos 300 Campeões (546 a.C.), Esparta ganhou o controle desta região. Quase duas gerações se passaram desde então quando Argos recuperou Thyrea.
Os eventos que ocorreram depois disso tiveram conotações religiosas significativas. Uma vez que o Oráculo de Delfos predisse o sucesso de Esparta contra Argos, Cleômenes liderou seus exércitos até o rio Erasinos, na fronteira da Argólida.
Heródoto acredita que Cleômenes pretendia acampar suas forças lá, mas quando o rei ofereceu um sacrifício ao rio Erasinos, ele recebeu maus presságios. De maneira bastante incomum, Cleômenes obedeceu aos sinais do Deus do Rio proclamando: “Admiro o Deus do Rio por se recusar a trair seus compatriotas. Mas os argivos não escaparão tão facilmente” e partiram. Cleômenes então recuou para o sul e marchou com suas forças espartanas para o leste de Thyrea para Sícion.
Em Thyrea, Cleômenes fez outro sacrifício ao mar para acessar o rio por uma rota diferente. Desta vez, os presságios pareciam favoráveis. Consequentemente, Cleômenes fez acordos com os eginetas e sicionianos para transportar as forças espartanas para o distrito de Tirinto e Nauplia (na costa da Argólida). A rota de transporte que Cleômenes arranjou foi uma tarefa marítima desafiadora a cumprir, envolvendo o transporte das forças espartanas através dos díolkos em Corinto.

## Datando a batalha

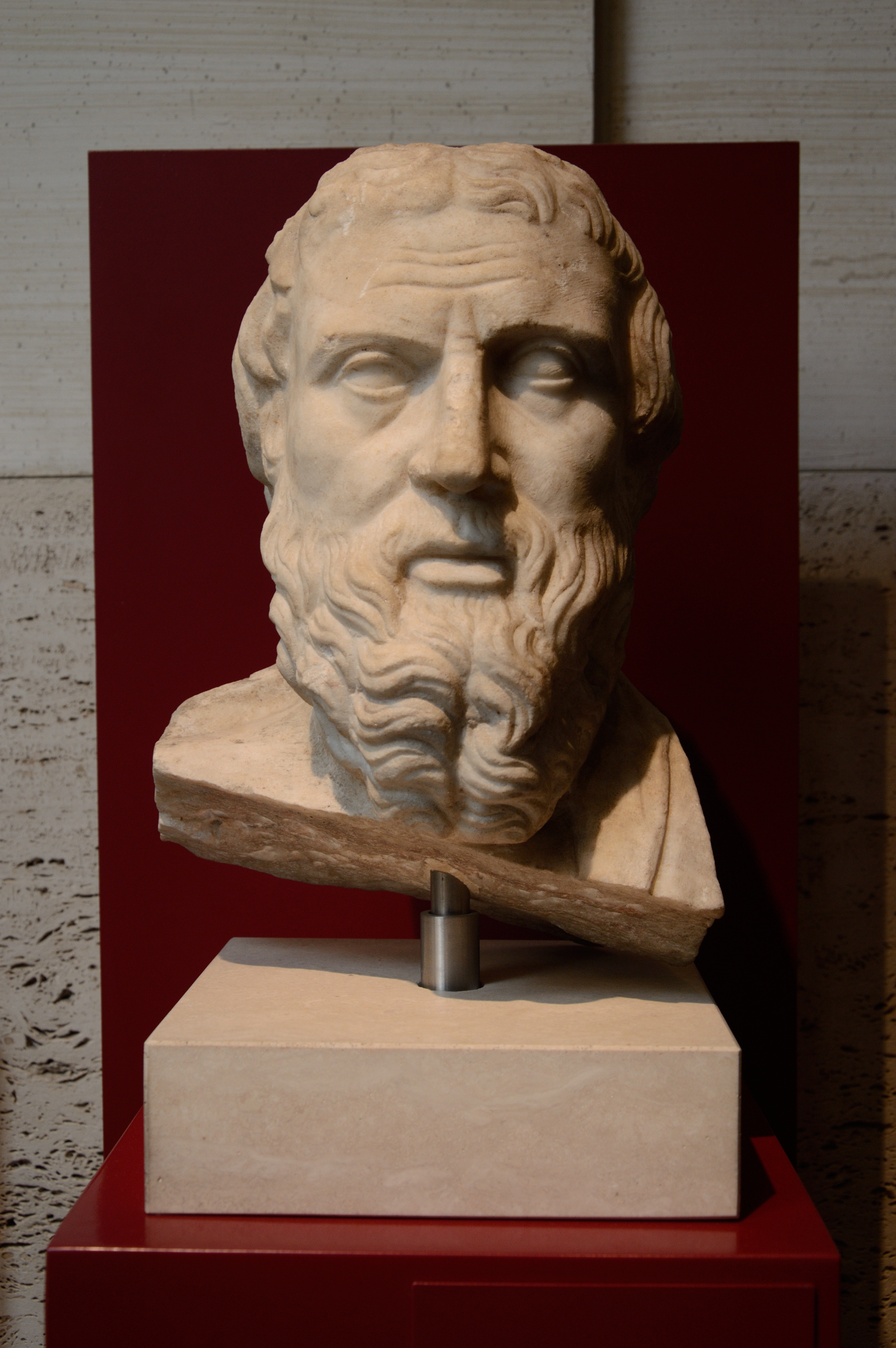
Busto de Heródoto no Palazzo Massimo, em Roma.

Embora Heródoto tenha sido usado como fonte primária para a Batalha de Sepeia, outros historiadores contestaram a data desta batalha. Heródoto falha em datar explicitamente a batalha, registrando o evento como parte de toda a expedição espartana contra Argos. A única menção de uma data ocorre em seu livro Pausanias III, onde Heródoto sugere que a batalha ocorreu no início do reinado de Cleômenes I, ou seja, 520 a.C.
Os historiadores modernos tentaram calcular uma data para a batalha com base em outras passagens de Heródoto. Quando os argivos visitaram o Oráculo de Delfos, duas previsões foram ditas; a morte de Argos e a dos milesianos, ambas preditas para ocorrerem ao mesmo tempo. A parte da profecia referente aos milesianos foi cumprida no final da Revolta Jônica (494 a.C.). Assim, a data estimada para a Batalha de Sepeia é 494 a.C.

## Deliberações Estratégicas e Táticas
As deliberações estratégicas e táticas da Batalha de Sepeia começam com a marcha espartana para Argos. Inicialmente, Cleômenes conduziu os espartanos até o rio Erasinos, na fronteira da Argólida, antes de relatar que os presságios não eram favoráveis ali para montar acampamento. As interpretações da retirada de Cleômenes sugerem que os argivos ganharam terreno mais alto no lado oposto do riacho. Cleômenes reconvocou seu exército na fronteira de Tirinto. As forças argivas foram pegas de surpresa pelo reposicionamento do rei Ágida; correndo para montar acampamento em Sepeia a uma curta distância dos lacedemônios. Os argivos haviam perdido sua vantagem em terreno elevado.

## A batalha

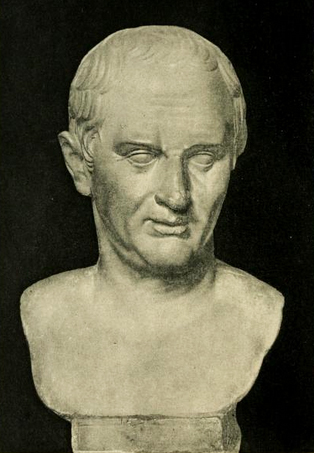
Busto de Cícero.

No final das contas, Esparta venceu a Batalha de Sepeia por meio do engano. Relutantes em se engajarem na batalha, os argivos estavam imitando o chamado do Arauto Espartano para pausas para as refeições. Isso garantiu que os espartanos não atacassem os argivos quando os hoplitas não estivessem preparados.
Quando Cleômenes tomou conhecimento dessa estratégia, ele foi capaz de armá-la contra eles. Cleômenes instruiu suas forças a ignorarem o anúncio do Arauto e, em vez disso, atacar a esta chamada. As forças argivas foram pegas desprevenidas e ocorreu uma carnificina.
No entanto, outros relatos históricos sugerem que uma trégua de sete dias foi acordada pelas duas forças. Ao contrário do relato de Heródoto, Plutarco sugere que as forças espartanas quebraram a trégua na terceira noite e atacaram os desavisados argivos. Quando Cleômenes foi questionado por sua violação da trégua; o rei argumentou que a trégua foi feita por sete dias e não incluía noites.
Além disso, Cícero contesta ainda mais a natureza da batalha em seu tratado De Officiis. Cícero sugere que uma trégua de trinta dias foi acordada entre os espartanos e os argivos. Porém, assim como Plutarco, Cícero descreve uma situação em que um general saqueia os campos à noite, porque a trégua foi feita por dias e não por noites. Cícero não menciona uma data específica do ataque nem nomeia explicitamente Cleômenes ou os argivos. Consequentemente, devido às grandes diferenças entre o relato de Cícero e o de Plutarco, e a incapacidade de Cícero de nomear Cleômenes I, é improvável que o relato de Cícero fosse usado como evidência para a batalha.

## Consequências
Após o ataque inicial, muitos hoplitas argivos buscaram refúgio no Bosque Sagrado de Apolo. Os homens argivos esperavam que o valor religioso do bosque impedisse que as forças espartanas continuassem a agir. No entanto, Cleômenes I era de reputação implacável, e enganou os argivos à sua morte. Cleômenes anunciou que os hoplitas que haviam sido resgatados pela taxa padrão estavam livres para partir. Os nomes dos homens cujo "resgate" havia sido pago foram citados individualmente. No entanto, quando um hoplita argivo saiu do Bosque Sagrado, ele foi executado pelos espartanos. Segundo Heródoto, pelo menos cinquenta homens argivos foram enganados por essa estratégia, até que um dos homens dentro do bosque subiu em uma árvore e presenciou o que estava acontecendo. Assim, quando os argivos souberam da traição, pararam de responder aos pedidos de resgate. Consequentemente, Cleômenes ateou fogo ao bosque, massacrando todos os sobreviventes que tentaram escapar.
A Batalha de Sepeia e o sacrilégio que se seguiu resultaram em seis mil vítimas argivas. Enquanto Pausânias registra uma perda de cinco mil homens argivos, os historiadores modernos aceitam amplamente o número mais alto de Heródoto.
Devido à natureza e ambigüidade pertencentes às fontes históricas e à administração durante o período, uma estimativa precisa da população argiva é improvável. No entanto, Aristóteles em seu quinto livro Política, registrou uma população espartana de dez mil. Se fosse feita a suposição de que poderíamos assumir uma população argiva semelhante durante a Batalha de Sepeia, as perdas de seis mil teriam comprometido uma grande maioria de homens argivos jovens e de meia-idade. Em última análise, a Batalha de Sepeia foi uma das batalhas mais decisivas durante a história da Grécia Antiga.

## Importância

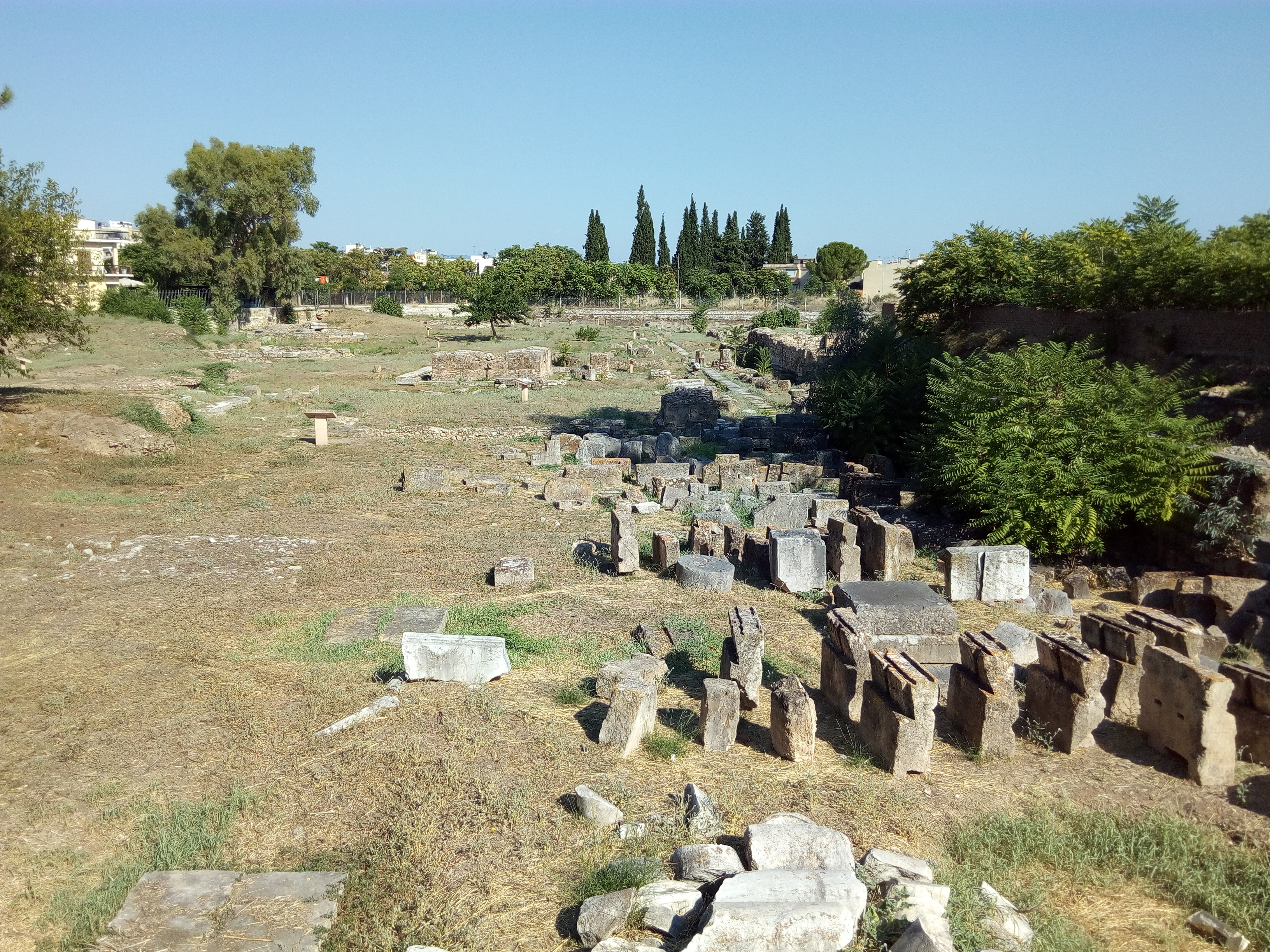
Antiga ágora de Argos.

A Batalha de Sepeia esgotou severamente o poder militar de Argos. Os argivos foram incapazes de entrar em batalha por uma geração. A próxima vez que Esparta e Argos lutaram seria na Guerra do Peloponeso.
Além disso, esta batalha teve profundas consequências políticas, provocando uma reviravolta no sistema administrativo argivo. Devido ao alto número de baixas durante a Batalha de Sepeia, Argos perdeu a maioria de seus homens jovens e de meia-idade. Consequentemente, a cidade precisava de homens para cumprir as funções políticas e administrativas dos nobres recentemente falecidos. No final das contas, devido ao alto número de mulheres viúvas e escassez de nobres argivos, muitos doûloι se casaram em cargos políticos e administrativos.
Antes da Batalha de Sepeia, os doûloι eram escravos e pertenciam aos escalões mais baixos da sociedade. A Batalha de Sepeia permitiu essencialmente uma revolução política, elevando o status dos doûloι, até que os nobres argivos atingissem a maturidade.
Além disso, a derrota dos argivos em Sepeia antecipou o aumento do status social e do papel das mulheres argivas. Heródoto glorifica as ações das mulheres argivas após a Batalha de Sepeia. Na ausência de homens e hoplitas argivos, uma mulher chamada Telesilla organizou a defesa da cidade, reunindo os jovens, os velhos e as mulheres para pegar em armas contra Cleômenes e suas forças. Foi registrado que Telesilla e seus concidadãos argivos usaram o basilar anexado à suas casas (conhecido como oιkétaι) para empunhar como armas.
Consequentemente, com base na economia agrária e no trabalho servil, as mulheres da classe dominante dórica desfrutavam de maiores liberdades políticas, sociais e econômicas (em comparação com as mulheres de Esparta e Creta) durante o período clássico. Em última análise, as ações de Telesilla e das mulheres argivas sustentaram a aceleração da autonomia das mulheres gregas durante o período clássico.